# مونت هالی (نیوجرسی)
موونت هالی (به انگلیسی: Mount Holly Township) شهری در ایالت نیوجرسی کشور ایالات متحده آمریکا است که جمعیت آن در سرشماری سال ۲۰۱۰ میلادی، ۹٬۵۳۶ نفر بوده‌است.